# Petrina (ime)
Petrina je  žensko osebno ime.

## Izvor imena
Ime Petrina je različica imena Petra.

## Pogostost imena
Po podatkih Statističnega urada Republike Slovenije je bilo na dan 31. decembra 2007 v Sloveniji število ženskih oseb z imenom Petrina: 53. Med vsemi moškimi/ženskimi imeni pa je ime Petrina po pogostosti uporabe uvrščeno na 829 mesto.

## Osebni praznik
V koledarju je ime Petrina uvrščeno k imenu Petra